# 球序鹅掌柴
球序鹅掌柴（学名：Schefflera glomerulata）为五加科鹅掌柴属的植物，是中国的特有植物。分布于中国大陆的贵州、云南、广西、广东等地，生长于海拔200米至1,400米的地区，见于谷地以及山坡常绿阔叶林中，目前尚未由人工引种栽培。

## 别名
团花鸭脚木（广西植物名录）